# Heaven’t
A Heaven’t a magyar Blind Myself együttes első nagylemeze. Az album 1999-ben jelent meg a Warner Music Hungary alkiadójaként működő 1G Records gondozásában. A lemez a HSB Stúdióban készült Hidasi Barnabás és VicLaz irányításával. Tóth Gergely mellett a gitáros Molnár Gábor is énekel a dalokban. Az albumról a Kain című dalhoz forgattak videóklipet.

## Az album dalai
1. Center of Everything
2. Innocent's Hell
3. Kain
4. Thief
5. Heaven't
6. Crabs (instrumentális)
7. Oceans of Crabs
8. Kick the Rotten Fruit (instrumentális)
9. Apple
10. Black Magic Bitch
11. Circle of Pain
12. Survival
13. Cry of the Earth (instrumentális)
14. Half-breed Hand
15. Leo vs. Taurus

## Közreműködők
- Tóth Gergely – ének
- Molnár Gábor – gitár, ének
- Kolozsi Péter – basszusgitár
- Ivánfi Dániel – dobok
- Dobai Dénes – samplerek

Vendégek
- Hidasi Barnabás - billentyűsök, hangminták
- Szabados Györgyi - hegedű a Center of Everything-ben
- Czerovszky Henriett - vokál az Oceans of Crabs-ben
- Goldschmidt György - billentyűsök a Cry of the Earth-ben